# Jelena Tjalykh
Jelena Valerjevna Tjalykh ((russisk) Еле́на Вале́рьевна Ча́лых) (født 25. marts 1974) er en sovjetisk, russisk og aserbajdsjansk cykelrytter som konkurrerede i banecykling. Hun repræsenterede Sovjetunionen og Rusland på landsholdet fra 1990 og Aserbajdsjan fra 2010-2012, herunder Aserbajdsjan under Sommer-OL 2012 i London, hvor hun ikke gennemførte landevejsløbet. Hun deltog også i Enkeltstart, hvor hun blev nummer 20. Herefter stoppede hun sin professionelle karriere.